# Чёрное (деревня, Батецкий район)
Чёрное — деревня в в Батецком районе Новгородской области России. Входит в состав Мойкинского сельского поселения.

## География
Деревня находится в северо-западной части Новгородской области, в зоне хвойно-широколиственных лесов, на правобережье реки Луги (в устье её притока — реки Чёрная), к северо-востоку от железнодорожной станции Мойка, на расстоянии примерно 28 километров (по прямой) к востоку от посёлка Батецкого, административного центра района.

## История
До упразднения уездно-губернского деления в 1927 году, волостной центр Черновской волости Новгородского уезда Новгородской губернии. С 1927 года — райцентр Черновского района (Новгородского округа Ленинградской области), после упразднения деления на округа, район постановлением ВЦИК от 20 октября 1931 года был упразднён, а его территории вошла в состав Батецкого района; Чёрное — осталось центром Черновского сельсовета; с 1944 года в составе вновь образованной Новгородской области.

## Население
| 2010 |
| ---- |
| 159  |

### Национальный состав
Согласно результатам переписи 2002 года, в национальной структуре населения русские составляли 85 % из 137 чел.

## Инфраструктура
Личное подсобное хозяйство с зоной сельскохозяйственного использования, индивидуальная застройка усадебного типа.

### Экономика и социально-значимые объекты
Действует сельскохозяйственное предприятие — колхоз «Верный путь» (основное направление деятельности — производство молока). Численность работников — 87 чел.
В деревне есть фельдшерско-акушерский пункт.

## Достопримечательности
С 2006 года в Чёрном восстанавливалась церковь Вознесения Господня

## Транспорт
Деревня расположена на линии Октябрьской железной дороги: Новгород-на-Волхове — Батецкая — Луга, с севера от автодороги Р47 (Великий Новгород — Луга). Чёрное находится в 28 км к востоку от райцентра — посёлка Батецкий.